# Zalaszentgrót
Zalaszentgrót  este un oraș în districtul Zalaszentgrót, județul Zala, Ungaria, având o populație de 6.846 de locuitori (2011). 

## Demografie
Componența etnică a orașului Zalaszentgrót
     Maghiari (95,69%)
     Romi (1,94%)
     Germani (1,57%)
     Necunoscut (0,52%)
     Alții (0,29%)
Componența confesională a orașului Zalaszentgrót
     Romano-catolici (59,25%)
     Fără religie (10,5%)
     Luterani (1,07%)
     Reformați (1,02%)
     Necunoscută (27,1%)
     Alte religii (2,07%)
Conform recensământului din 2011, orașul Zalaszentgrót avea 6.846 de locuitori. Din punct de vedere etnic, majoritatea locuitorilor (95,69%) erau maghiari, existând și minorități de romi (1,94%) și germani (1,57%). Apartenența etnică nu este cunoscută în cazul a 0,52% din locuitori.  Din punct de vedere confesional, majoritatea locuitorilor (59,25%) erau romano-catolici, existând și minorități de persoane fără religie (10,5%), luterani (1,07%) și reformați (1,02%). Pentru 27,1% din locuitori nu este cunoscută apartenența confesională.